# 安全光柵

安全光柵的原理

安全光柵（Light curtain）是避免人員接近移動機械的一种光電設備，可以避免人員傷亡，這類的移動機械有沖床、卷绕机、碼垛機、电梯等。安全光柵可以用來代替傳統的機械屏障或是其他方式的機械防護，也可以增加設備的可維修性。配合安全光柵，也可以增加機械設備（像一些半自動設備）的操作性及效率。

## 歷史
安全光柵最早是由德國發明家Erwin Sick在1972年的專利中提到，當時使用的名稱是light barrier。他在一年後也在中國、義大利、日本、美國、瑞典及英國申請專利。
此發明大幅降低了安全人員的成本，也不會影響需用到此一設備的應用上，有關可靠度和安全性的高度要求。該設計簡單、體積小，易於製造，也引入了現今單一能量來源的安全光柵概念。

## 描述
安全光柵可歸類為存在检测设备（presence detection device），其他常見的存在检测设备有對壓力敏感的安全墊以及雷射掃描器（常用在工業應用的遠端控制車輛）。大部份工業安全繼電器的主要應用都是用在有機器人的工作站中。
安全光柵是由一組傳送器及接收器組合而成，傳送器會傳送一組紅外線光束，而接收器會包括許多的光感測器，若物體在傳送器和接收器之間，接收器收不到完整訊號，就會送停止訊號給監控的設備。
安全光柵傳送器送出的光束是序列的，以特定的頻率送出。偵測器只能接收傳送器送出的特定頻率的特定脈波，因此避免受到其他紅外線光源的影響，提高在安全系統中的適用性。
一般安全光柵會連接到安全繼電器上，若偵測到有物體，會自動移除會造成危害的動力来源。配合安全繼電器也可以暫時暫停安全光柵的機能，允許物體通過安全光柵，而不產生保護訊號，這適用在一些半自動化的程序中。

## 標準
以下是一些安全光柵相關的標準：
- ANSI B11.19
- IEC 61496-1/-2
- IEC/TS 62046
- ISO 13855 (EN 999)